# 賀喜遥香

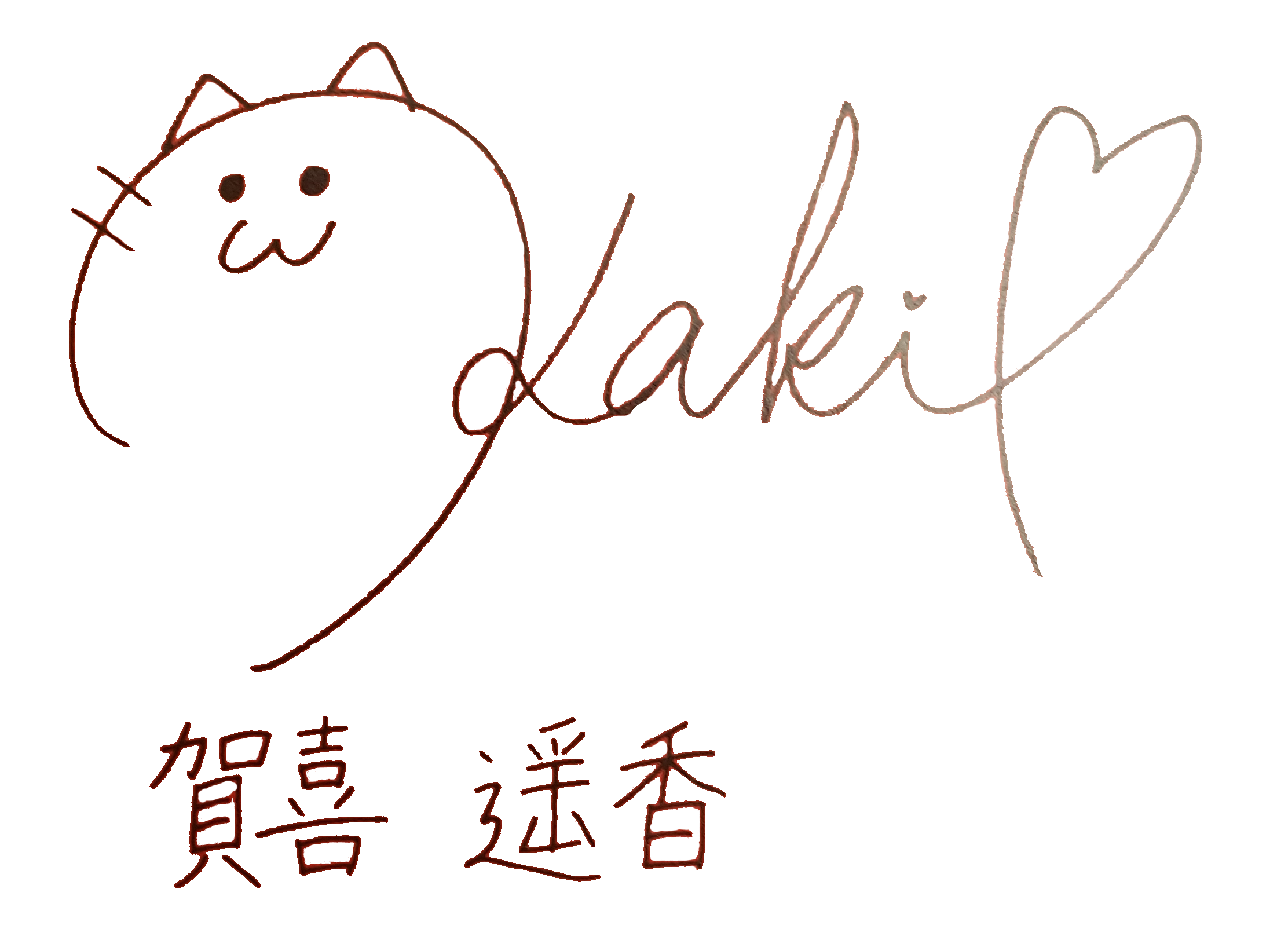
直筆サイン

賀喜 遥香（かき はるか、2001年〈平成13年〉8月8日 - ）は、日本のアイドルであり、女性アイドルグループ乃木坂46のメンバーである。大阪府生まれ、栃木県出身。乃木坂46合同会社所属。

## 来歴
2001年（平成13年）8月8日に大阪府で生まれ、小学5年生の時に栃木県へ引っ越す。
2018年（平成30年）、何にもない毎日を変えたいという思いから『坂道合同新規メンバー募集オーディション』に応募し、8月19日に合格した。加入そのものは11月で、同年12月3日に日本武道館で行われた「乃木坂46 4期生お見立て会」で乃木坂46の4期生としてお披露目された。
2019年（令和元年）7月15日、24thシングル『夜明けまで強がらなくてもいい』でシングル表題曲に初選抜、1列目に抜擢された。
2020年（令和2年）3月25日発売の25thシングル『しあわせの保護色』収録の4期生楽曲「I see…」で初のセンターを務める。
2021年（令和3年）4月、ラジオ番組『SCHOOL OF LOCK!』（TOKYO FM）の番組内コーナー「ARTIST LOCKS!」の木曜レギュラーに就任。同年8月16日、同年9月22日発売の28thシングル『君に叱られた』で初めて表題曲のセンターを務めることが発表された。グループ歴代13人目のセンターとなる。
2022年（令和4年）6月7日、1st写真集『まっさら』（新潮社）を発売。4期生からは初のソロ写真集となった。初版は16万部と、新潮社126年の歴史で写真集としては最多の初版部数となった。同年8月31日発売の30thシングル『好きというのはロックだぜ!』で2作ぶり2度目のセンターを務める。
2023年（令和5年）3月31日、明治神宮野球場で開催された東京ヤクルトスワローズ対広島東洋カープ1回戦にて自身初の始球式を務めた。同年4月22日、キヨの「有頂天猫」のミュージックビデオに出演。同年9月9日に「一定期間休息をとって体調を回復する期間が必要」という医師の助言を受け、1か月ほどの休養に入ることを自身のブログで報告。同年12月6日発売の34thシングル『Monopoly』で同期の遠藤さくらとともにWセンターを務める。
2025年（令和7年）7月30日発売の39thシングル『Same numbers』で5作ぶり4度目のセンターを務める。

## 人物
愛称は、かっきー、かきちゃん。2歳下の弟がいる。
中学時代はバスケットボール部に所属しており、ポジションはセンター。
本人曰く、誕生日の8月8日をはじめ、なにかと8にまつわることが多いという。

### 嗜好
好きな食べ物は海老。
にじさんじ所属のVTuber、天宮こころを推しており、2023年2月16日・23日放送の『乃木坂LOCKS!』にはゲストとして呼び共演した。

### 趣味
趣味はイラストを描くこと。自身のブログや各種メディアのウェブサイトでイラストを公開することがあり、アイドルオーディションに落選したら絵を描く仕事に就きたかったという。

### 乃木坂46
憧れの先輩は卒業生の山下美月。先輩のなかでも特に山下とは仲が良く、ファンやネット上からは「やまかき」という愛称で呼ばれている。
同期で卒業生の北川悠理とは生年月日が全く同じで、同じく同期の佐藤璃果とは1日違い（8月9日）。
ビキニは写真集を出すまで着たことがなかった。
サイリウムカラーは名字と同じ読みをする「柿」の色でもあるオレンジと緑。

## 作品

### シングル
乃木坂46
- 4番目の光（2019年5月29日、SRCL-11192/3） - EAN 4547366406719。
- 夜明けまで強がらなくてもいい（2019年9月4日、SRCL-11260/8） - EAN 4547366418569。
- 図書室の君へ（2019年9月4日、SRCL-11262/3） - EAN 4547366418576。
- 僕の思い込み（2019年9月4日、SRCL-11268） - EAN 4547366418590。
- しあわせの保護色（2020年3月25日、SRCL-11460/8） - EAN 4547366444193。
- サヨナラ Stay with me（2020年3月25日、SRCL-11460/8） - EAN 4547366444193。
- I see...（2020年3月25日、SRCL-11466/7） - EAN 4547366444230。
- 世界中の隣人よ（2020年5月25日）[37]
- Route 246（2020年7月24日）[38]
- 僕は僕を好きになる（2021年1月27日、SRCL-11680/8） - EAN 4547366487244。
- 明日がある理由（2021年1月27日、SRCL-11680/8） - EAN 4547366487244。
- Wilderness world（2021年1月27日、SRCL-11680/1） - EAN 4547366487244。
- Out of the blue（2021年1月27日、SRCL-11686/7） - EAN 4547366487282。
- ごめんねFingers crossed（2021年6月9日、SRCL-11836/44） - EAN 4547366507270。
- 全部 夢のまま（2021年6月9日、SRCL-11836/44） - EAN 4547366507270。
- 猫舌カモミールティー（2021年6月9日、SRCL-11844） - EAN 4547366507300。
- 君に叱られた（2021年9月22日、SRCL-11880/8） - EAN 4547366522303。
- やさしいだけなら（2021年9月22日、SRCL-11880/8） - EAN 4547366522303。
- 他人のそら似（2021年9月22日、SRCL-11888） - EAN 4547366522334。
- 最後のTight Hug（2021年11月5日）[39]
- Actually...（2022年3月23日、SRCL-12100/8） - EAN 4547366549058。
- 深読み（2022年3月23日、SRCL-12100/8） - EAN 4547366549058。
- 価値あるもの（2022年3月23日、SRCL-12100/1) - EAN 4547366549058。
- 好きになってみた（2022年3月23日、SRCL-12108） - EAN 4547366549089。
- 好きというのはロックだぜ!（2022年8月31日、SRCL-12210/8） - EAN 4547366571950。
- ジャンピングジョーカーフラッシュ（2022年8月31日、SRCL-12212/3） - EAN 4547366571967。
- ここにはないもの（2022年12月7日、SRCL-12330/8） - EAN 4547366590166。
- アトノマツリ（2022年12月7日、SRCL-12334/5） - EAN 4547366590180。
- 人は夢を二度見る（2023年3月29日、SRCL-12480/8） - EAN 4547366607307。
- 僕たちのサヨナラ（2023年3月29日、SRCL-12480/8） - EAN 4547366607307。
- おひとりさま天国（2023年8月23日、SRCL-12620/8） - EAN 4547366626612。
- 誰かの肩（2023年8月23日、SRCL-12620/1） - EAN 4547366626612。
- マグカップとシンク（2023年8月23日、SRCL-12622/3） - EAN 4547366626629。
- Monopoly（2023年12月6日、SRCL-12630/8） - EAN 4547366650990。
- スタイリッシュ（2023年12月6日、SRCL-12636/7） - EAN 4547366651034。
- チャンスは平等（2024年4月10日、SRCL-12850/8） - EAN 4547366669053。
- あと7曲（2024年4月10日、SRCL-12852/3） - EAN 4547366669060。
- チートデイ（2024年8月21日、SRCL-12950/8） - EAN 4547366693973。
- あの光（2024年8月21日、SRCL-12950/8） - EAN 4547366693973。
- 歩道橋（2024年12月11日、SRCL-13070/8） - EAN 4547366716580。
- 世界一のダイヤモンド（2024年12月11日、SRCL-13070/1） - EAN 4547366716580。
- 雪が降る日にまた会おう（2024年12月11日、SRCL-13076/7） - EAN 4547366716627。
- 懐かしさの先（2025年2月3日）
- ネーブルオレンジ（2025年3月26日、SRCL-13220/8） - EAN 4547366731125。
- Same numbers（2025年7月30日、SRCL-13370/8） - EAN 4547366755978。
- 真夏日よ（2025年7月30日、SRCL-13370/8） - EAN 4547366755978。
- ってかさ（2025年7月30日、SRCL-13376/7） - EAN 4547366756012。

### アルバム
乃木坂46
- 今が思い出になるまで（2019年4月17日、SRCL-11140/7） - EAN 4547366401325。
- Time flies（2021年12月15日、SRCL-12020/30） - EAN 4547366534184。

### 映像作品
- いつのまにか、ここにいる Documentary of 乃木坂46（2019年12月25日） - EAN 4988104123695。
- 乃木坂46 7th YEAR BIRTHDAY LIVE 2019.2.21-24 KYOCERA DOME OSAKA（2020年2月5日） - EAN 4547366438956。
- 乃木坂どこへ 第1巻（2020年3月6日） - EAN 4988021717984, EAN 4988021140058。
- 乃木坂どこへ 第2巻（2020年8月7日） - EAN 4988021718141, EAN 4988021140317。
- 乃木坂46 8th YEAR BIRTHDAY LIVE 2020.2.21-24 NAGOYA DOME（2020年12月23日） - EAN 4547366482812。
- ノギザカスキッツ 第1巻（2021年1月8日） - EAN 4988021718264, EAN 4988021140508。
- NOGIZAKA46 Mai Shiraishi Graduation Concert 〜Always beside you〜（2021年3月10日） - EAN 4547366491104。
- ノギザカスキッツ 第2巻（2021年4月2日） - EAN 4988021718271, EAN 4988021140515。
- ノギザカスキッツACT2 第1巻（2021年7月30日） - EAN 4988021718608, EAN 4988021140829。
- ノギザカスキッツACT2 第2巻（2021年10月22日） - EAN 4988021718615, EAN 4988021140836。
- 乃木坂スター誕生! 第1巻（2022年1月14日） - EAN 4988021718738, EAN 4988021140980。
- 乃木坂スター誕生! 第2巻（2022年4月22日） - EAN 4988021718745, EAN 4988021140997。
- 乃木坂46 9th YEAR BIRTHDAY LIVE 5DAYS（2022年6月8日） - EAN 4547366541441, EAN 4547366541465。
- 乃木坂スター誕生!2 第1巻（2022年7月22日） - EAN 4988021718974, EAN 4988021141550。
- 乃木坂スター誕生!2 第2巻（2022年10月28日） - EAN 4988021718981, EAN 4988021141567。
- 乃木坂46 真夏の全国ツアー2021 FINAL! IN TOKYO DOME（2022年11月16日） - EAN 4547366576009, EAN 4547366576016。
- 乃木坂46 10th YEAR BIRTHDAY LIVE（2023年2月22日） - EAN 4547366594324, EAN 4547366594447。
- さ〜ゆ〜Ready?さゆりんご軍団ライブ/松村沙友理 卒業コンサート（2023年4月26日）[40]
- 生田絵梨花 卒業コンサート（2023年4月26日）[40]
- NOGIZAKA46 ASUKA SAITO GRADUATION CONCERT（2023年10月25日） - EAN 4547366631012, EAN 4547366631098。
- 乃木坂46 11th YEAR BIRTHDAY LIVE 5DAYS（2024年2月21日） - EAN 4547366660128, EAN 4547366660135。
- MIZUKI YAMASHITA GRADUATION CONCERT（2024年10月2日） - EAN 4547366701180, EAN 4547366701227。
- 乃木坂46 12th YEAR BIRTHDAY LIVE（2025年2月12日） - EAN 4547366722253。

## 出演

### テレビドラマ
- 閻魔堂沙羅の推理奇譚 第2話（2020年11月7日、NHK総合）向井由芽 役[41][42][43]
- 最初はパー（2022年10月28日 - 12月16日、テレビ朝日）雨宮すみれ 役[44]
- 量産型ルカ -プラモ部員の青き逆襲-（2025年7月4日 - 、テレビ東京）主演・高嶺瑠夏 役（筒井あやめとダブル主演）[45]

### バラエティ
- ホリケンのみんなともだち（2021年12月7日 - 21日、テレビ朝日）[46]

### ウェブドラマ
- 猿に会う（2020年4月10日 - 18日、dTV）主演・飯田まこ 役[47][48]

### ラジオ
- SCHOOL OF LOCK!「乃木坂LOCKS!」（2021年4月8日 - 、TOKYO FM・JFN）[10][11]

### イベント
- 東京ヤクルトスワローズ対広島東洋カープ1回戦 始球式（2023年3月31日、明治神宮野球場）[19][20]
- マイナビ 閃光ライオット2025 produced by SCHOOL OF LOCK!（2025年8月7日、Zepp DiverCity (TOKYO)） - 応援アンバサダー（井上和と出演）[49][50]

### ミュージックビデオ
- キヨ「有頂天猫」（2023年4月22日、YouTube）[51][21]

### CM
- アリナミン製薬「ベンザブロック®プレミアム」『かぜの瞬間 青のベンザ』篇（2023年10月4日 - ）綾瀬はるかと共演[52]

## 書籍

### 写真集
- まっさら（2022年6月7日、新潮社）[53]

### 動画
1. ↑   (日本語) 【ゲーム実況】８に愛された女・賀喜遥香が『８番出口』を目指してみた！ 2024年1月25日閲覧。
2. ↑  （日本語）『【イラスト】かっきーの似顔絵描いてみた！』。2024年1月19日閲覧。
3. ↑   (日本語) 【手料理】山下が頑張っている賀喜に料理作ってみた！【親子丼】 2024年1月26日閲覧。